# Marca de Bretanya

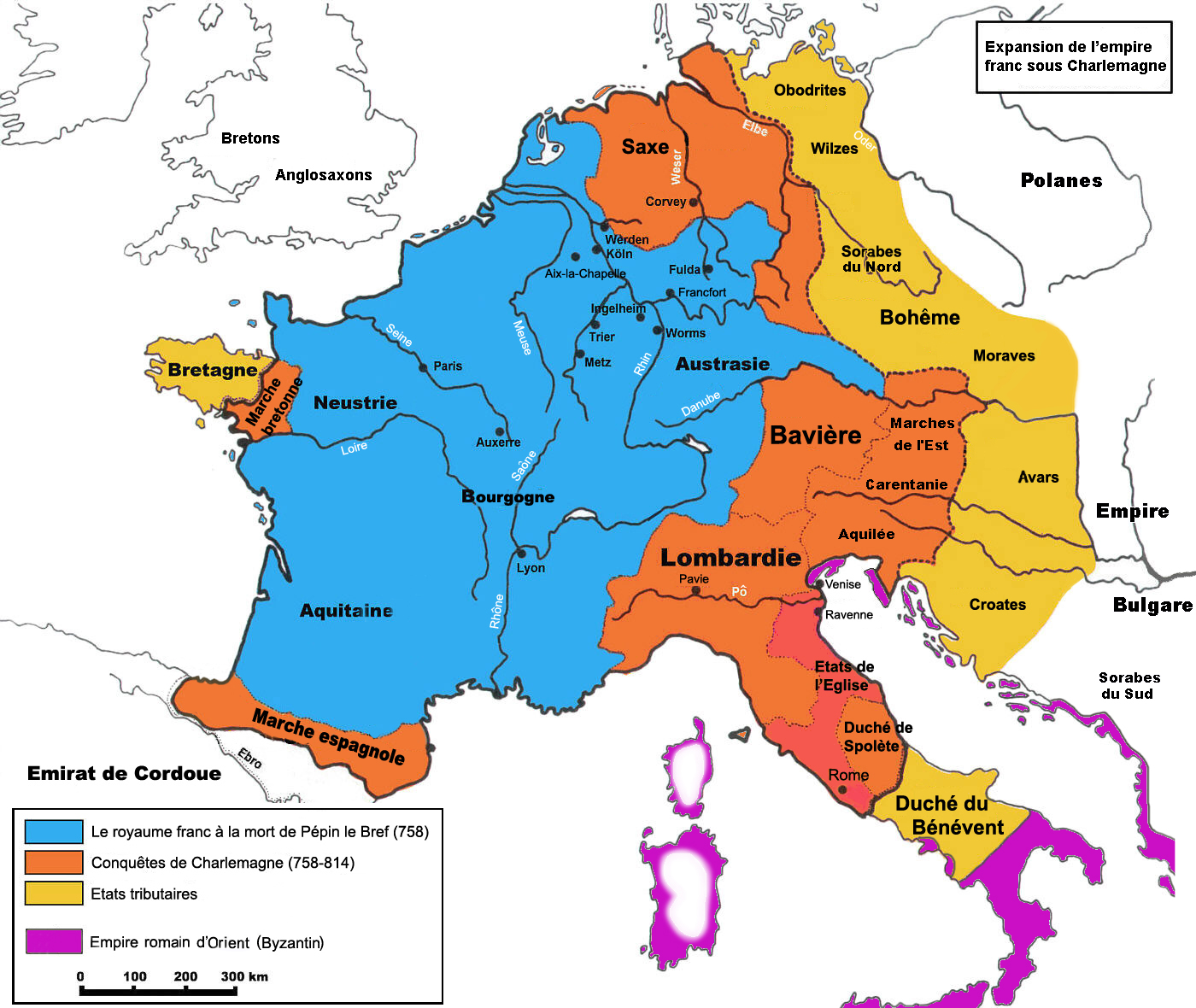
La Marca de Bretanya en l'Imperi Carolingi

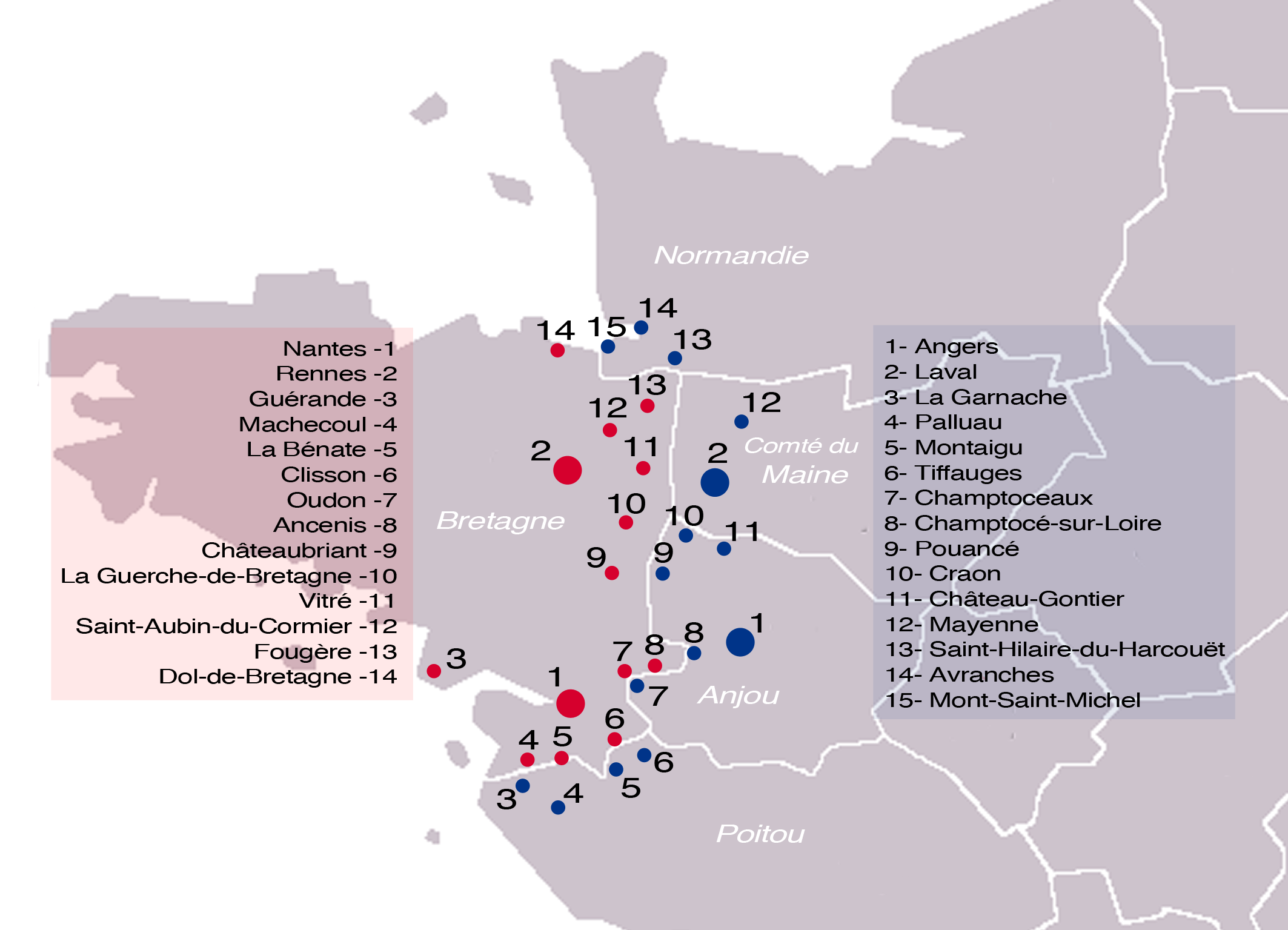
Fortaleses de la Marca de Bretanya

La Marca de Bretanya fou una entitat creada al segle VIII amb la unió de diversos comtats francs. La integraven el Rennais, el Nantais i el Vannetais, i una part del Maine i era una verdadera zona tampó, sota administració militar. El seu prefecte més cèlebre (" Britannici limitis praefectus ") va ser Rotllan, nebot de Carlemany, mort el 778 a la batalla de Roncesvalls.
Fou completament conquerida i integrada al regne de Bretanya per Nominoe i els seus successors, i llavors es va crear una segona marca anomenada modernament Marca Bretona però en realitat Marca de Nèustria enfront dels bretons, formada per Turena, Anjou i Maine, i confiada a Robert el Fort el 861. Una part d'aquesta segona marca serà al seu torn cedida a Bretanya al tractat d'Entrammes (863).

## Història

### Zona de conflictes
La regió situada entre Vannes i Blois era una zona de conflicte des de la caiguda de l'Imperi Romà d'Occident i la instal·lació dels francs i dels bretons sobre l'antiga Gàl·lia.
En el transcurs de la primera meitat del segle vi, Waroch I va conquerir el Vannetais que esdevingué el Broërec, però fracassa davant la ciutat de Vannes.
El 578, Waroch II, el seu net, va conquerir Vannes i va derrotar l'exèrcit de Khilperic I a la riba del Vilaine. va fer llavors nombroses incursions sobre les regions franques de Rennes i Nantes, el que provoca l'enviament d'un exèrcit pel rei Guntram el 590. La rivalitat entre els dos caps d'aquesta expedició, Bèpol i Ebracari, provoca la seva derrota, malgrat una reconquesta de curta durada de Vannes per aquest últim.

### Creació
El 753, Pipí I el Breu conquerí Vannes i decideix crear la marca de Bretanya, per tal de protegir el regne franc de les incursions bretones. El prefecte Grifó fou succeït per Rotllà que va morir el 778 a la batalla de Roncesvalls contra els vascons. El 786 el senescal Audulf va fer una expedició contra els bretons. El 799 el prefecte i comte Guiu de Nantes va conquerir Bretanya. Entre 814 i 818, Lambert I de Nantes va succeir al seu pare com a prefecte de la marca de Bretanya i comte de Nantes.

### El desmantellament
Degut a les revoltes de 811 i 818, Lluís I el Pietós va nomenar a Nominoe, el cap bretó, com a comte de Vannes el 819, i després duc (ducatus ipsius gentis) dels bretons el 831. La revolta del 824, dirigida per Wiomarc'h, va ser d'una amplitud tal que Lluís I el Pietós va haver d'intervenir en persona acompanyat dels seus fills Pipí I d'Aquitània i Lluís el Germànic. El 831 s'establia el ducat de Bretanya i Lambert I de Nantes, un partidari de Lotari I, era enviat a l'exili a Itàlia poc després.
El 840 va morir l'emperador Lluís I el Pietós mor. El 841, Carles II el Calb confia el comtat de Nantes a Renald d'Herbauges, el qual intenta atacar Nominoe el 843, però és vençut i mort a la batalla de Messac. Després de la mort de Renald, Nantes fou saquejada pels normands, i Lambert, un noble aliat de Nominoe fill de Lambert I, es va fer amo de la ciutat a la seva sortida.
La batalla de Ballon va constituir una nova victòria de Nominoe sobre Carles el Calb i va marcar el 845 la independència de Bretanya, concretada per un tractat el 846. El mateix any, Carles el Calb anomena un cert Amaury comte de Nantes i prefecte de la marca.
El 849, les hostilitats reprenen, amb raids en profunditat a França occidental i la conquesta de Rennes i de Nantes. El 851, Nominoë mor en campanya prop de Vendôme. Erispoé, el seu fill, el va succeir i va derrotar l'exèrcit franc a la batalla de Jengland. Al tractat d'Angers, Carles el Calb concedeix les insígnies de la reialesa a Erispoé, amb els comtats de Rennes i de Nantes així com el país de Retz. Amb això la marca de Bretanya fou incorporada totalment al regne de Bretanya.

### Segona marca
El 861 Carles el Calb va crear una nova zona tampó després de la pèrdua total de la marca de Bretagne, que es va dir Marca de Nèustria enfront dels bretons, comprenent els comtats de Turena, Anjou i Maine. Robert El Fort en rebé el govern.
Els tractats successius de Louviers (856), Entrammes (863) i Compiègne (868) concediren de manera successiva als reis de Bretanya Erispoé i després Salomó I de Bretanya el territori anomenat "Entre Dos Rius" (entre el Loire i el Sena), el Cotentin i l'Avranchin (Avranches).

### Estabilització de les fronteres
Robert el Fort va morir en la batalla de Brissarthe (juliol del 866), i una gran part de la marca es va perdre; com que les invasions normandes eren cada cop més devastadores i els bretons van entrar en guerra civil a la mort de Salomó, va semblar que ja una marca de Bretanya no era necessària. Després de la victòria d'Alain II de Bretanya conegut per Barbe-torte sobre els normands el 937, els límits de Bretanya havien reculat i eren els dels cinc departaments actuals (Costes d'Armor, Finisterre, Ille i Vilaine, Morbihan i Loira Atlàntic.